# آنتیلیا
آنتیلیا (انگلیسی: Antilia) یک خانه شخصی در جنوب بمبئی در هند است. این ساختمان به موکش آمبانی رئیس شرکت ریلاینس تعلق دارد و در آن ۶۰۰ نفر جهت تعمیرات و نگهداری شبانه روزی کار می‌کنند. شرکت معماری پرکینز اند ویل این بنا را ساخته است.
از نوامبر ۲۰۱۴ این ساختمان به عنوان دومین خانهٔ گران‌قیمت جهان پس از کاخ باکینگهام شناخته می‌شود؛ اما از آن جایی که کاخ باکینگهام یک ملک سلطنتی است، بنابراین آنتیلیا به عنوان گران‌ترین خانه دنیا شناخته می‌شود و این خانه یک میلیارد دلار قیمت‌گذاری شده است.